# جيمس ويلز
جيمس ويلز (بالإنجليزية: James Wills)‏ هو مؤلف وكاتب وشاعر أيرلندي، ولد في 1790 في مقاطعة روسكومون في جمهورية أيرلندا، وتوفي في 1868.